# Camurac
Camurac é uma comuna francesa na região administrativa de Occitânia, no departamento de Aude. Estende-se por uma área de 11,61 km². Em 2010 a comuna tinha 100 habitantes (densidade: 8,6 hab./km²).